# Boxe aux Jeux asiatiques de 1962
Navigation
Édition précédente Édition suivante
Les compétitions de boxe anglaise des Jeux asiatiques 1962 se sont déroulées du 24 août au 4 septembre à Jakarta, Indonésie.

## Résultats

### Podiums
| Catégories                    | Or                   | Argent             | Bronze                          |
| Poids mouches (-51 kg)        | Chung Shin-cho       | Masao Karasawa     | Ghulam Sarwar S.P. Jayasurina   |
| Poids coqs (-54 kg)           | Kiyoshi Tanabe       | Frans Suplanit     | Jose Ramirez Tin Tun            |
| Poids plumes (-57 kg)         | Payonrathana Samphan | Mamoru Hayashi     | Tun Than Egino Grafia           |
| Poids légers (-60 kg)         | Padam Bahadur Mall   | Shiratori Kanemura | Chin Hong You Catalino Arpon    |
| Poids super-légers (-63,5 kg) | Kim Deuk-bong        | Songsaeng Sakda    | Johnny Bolang Muhammad Sharif   |
| Poids welters (-67 kg)        | Manfredo Alipada     | Kichijiro Hamada   | Singto Jamjitman Choi Song-keun |
| Poids super-welters (-71 kg)  | Koji Masuda          | Shin Yang-il       | Lesley D'Souza Raj Kumar        |
| Poids moyens (-75 kg)         | Kim Duk-pal          | Muhammad Gul       | Alex Abast Surendra Sarkar      |
| Poids mi-lourds (-81 kg)      | Mohamed Safdar       | Parahum Siregar    | Tetsuya Arita                   |
| Poids lourds (+81 kg)         | Abdul Rehman         |                    |                                 |

### Tableau des médailles
| Place | Pays              | Médaille d'or, Asie | Médaille d'argent, Asie | Médaille de bronze, Asie | Total |
| ----- | ----------------- | ------------------- | ----------------------- | ------------------------ | ----- |
| 1     | Corée du Sud      | 3                   | 1                       | 1                        | 5     |
| 2     | Japon             | 2                   | 4                       | 1                        | 7     |
| 3     | Pakistan          | 2                   | 1                       | 2                        | 5     |
| 4     | Thaïlande         | 1                   | 1                       | 1                        | 3     |
| 5     | Philippines       | 1                   | 0                       | 3                        | 4     |
| 6     | Inde              | 1                   | 0                       | 2                        | 3     |
| 7     | Indonésie         | 0                   | 2                       | 3                        | 5     |
| 8     | Birmanie          | 0                   | 0                       | 2                        | 2     |
| 9     | Sri Lanka         | 0                   | 0                       | 1                        | 1     |
| 9     | Cambodge          | 0                   | 0                       | 1                        | 1     |
| Total | 10 pays médaillés | 10                  | 9                       | 17                       | 36    |